# Otto Rössler
Pour les articles homonymes, voir Rössler.
Otto E. Rössler, né le 20 mai 1940 à Berlin, est un biochimiste et scientifique pluridisciplinaire allemand, médecin de formation, ayant effectué un post-doc en sociobiologie et sciences cognitives avec Konrad Lorenz, et notamment connu pour son travail sur la théorie du chaos.

## Biographie
Otto E. Rössler naît le 20 mai 1940 à Berlin. Fils d'Otto Rössler, professeur de linguistique, il grandit à Tübingen en Allemagne.
À partir de 1976, il devient réputé pour ses travaux sur la théorie du chaos, et notamment pour sa découverte de l'attracteur de Rössler.
Il achève des études de médecine, sans jamais pratiquer la médecine par la suite ; après avoir travaillé avec Konrad Lorenz, il effectue un second post-doctorat avec Robert Rosen (où ils arrivent à reproduire des dynamiques observées avec des équations différentielles) ; lors d'un séjour à l'institut Max Planck de Seewiesen en Bavière, il obtient une bourse de chercheur invité au centre de biologie théorique à l'université d'État de New York à Buffalo (États-Unis). En 1979, il est nommé professeur de biochimie à l'université de Tübingen.
Parmi de nombreuses autres choses, en tant qu'universitaire en enseignant, il a compté parmi les pionniers de la programmation informatique et a calculé les premières solutions numériques aux équations différentielles régissant les réactions chimiques, ouvrant la porte à la modélisation de réactions chimiques.
En octobre 2023, pour ses 80 ans, une conférence est consacrée aux à la manière dont la théorie du chaos (et en particulier les concepts d'espace d'états, d'attracteur, de cartes de premier retour, de section de Poincaré, de bifurcations, etc.) explique la complexité de la réalité.

## Publications
Otto Rössler a publié environ 500 articles scientifiques. Ses domaines de recherche sont variés, comme la théorie des systèmes complexes, le chaos, l'hyperchaos, les fractales, la biologie du cerveau, la relativité microscopique, les univers artificiels et, entre autres, l'endo-physique, domaine qu'il a fondé.
En 1976 il a notamment publié un article sur l'attracteur chaotique le plus simple.
La découverte de l'attracteur de Rössler (solution d'un système d'équations différentielles de dimension trois) fut suivi par la découverte de l'hyperchaos trois ans plus tard, à partir d'un modèle de dimension quatre. Le « système de Rössler » est l'un des prototypes sur lesquels s'est construite la théorie du chaos ; et la notion d'hyperchaos a été inventée par Rössler, qui a étudié de nombreuses applications du chaos dans des domaines aussi variés que la chimie, la biochimie, la biologie le rythme cardiaque dans le domaine du Vivant, mais aussi de l'électronique, la mécanique de fluides ou l'astrophysique…

## Prises de position
En 2008, Otto Rössler est médiatisé en critiquant l'expérience de collision de protons Large Hadron Collider (LHC) menée au CERN. Otto Rössler échoua avec une tentative d'arrêter cette expérience par une procédure juridique. Son argumentation emprunté à la théorie de la relativité était basée sur un risque hypothétique de menace de la fin du monde par une réaction en chaine pouvant être amorcée par cette expérience. Ses objections ne furent pas assez convaincantes et l'expérience a eu lieu.

## Publications
- Encounter with Chaos, 1992,  (ISBN 0-387-55647-8)
- Endophysics: The world As an Interface, 1992,  (ISBN 981-02-2752-3)
- Jonas World – The Thinking of Child, 1994,
- The Flaming Sword, 1996,  (ISBN 3-7165-1017-3)